# Localidade de referência
Localidade de referência é uma propriedade importante para o projeto de sistemas computacionais eficientes em diversos cenários reais. Nesses sistemas, o acesso aos recursos tende a não ser igualmente provável. Além disso, o projeto de sistemas pode considerar o padrão de acesso aos recursos como forma de aumentar o desempenho. Um exemplo de recurso que apresenta alta localidade de referência é a memória.
Existem, basicamente, dois tipos de localidade de referência: a temporal e a espacial. A localidade de referência temporal refere-se ao acesso de um mesmo recurso duas ou mais vezes em um curto intervalo de tempo. A localidade de referência espacial, refere-se ao acesso de dois recursos que estejam próximos em um curto intervalo de tempo ou também pode ser definida como a possibilidade de executar o programa ou recurso seguinte. O uso da hierarquia de memória, como caches, memória RAM e disco rígido, por exemplo, tem forte impacto sobre o desempenho dos computadores graças à localidade de referência.